# Blanche-Neige (téléfilm, 2001)
Pour les articles homonymes, voir Blanche-Neige (homonymie).
Pour plus de détails, voir Fiche technique et Distribution.
Blanche-Neige (Snow White : The Fairest of Them All) est un téléfilm américain réalisé par Caroline Thompson, diffusé en 2001. Il est basé sur le conte de fées des frères Grimm : Blanche-Neige. Il a été produit par RHI Entertainment et met en scène Kristin Kreuk dans le rôle de la belle princesse Blanche-Neige et Miranda Richardson dans le rôle de la méchante Reine Elspeth, la belle-mère de la princesse Blanche-Neige.

## Synopsis
Adaptation du célèbre conte de fées des frères Grimm. John et Joséphine forment un couple heureux. De leur amour naît la belle Blanche Neige, mais Joséphine meurt peu de temps après l'avoir mise au monde, laissant John désemparé de ne pouvoir donner du lait à son bébé. Il part donc en quête de quoi nourrir sa fille Blanche-Neige et rencontre sur son chemin un bon génie qui lui accorde trois souhaits pour le remercier de l'avoir libéré de sa prison de glace : du lait pour Blanche Neige, un royaume où vivre, et une seconde femme avec qui partager sa vie. Le bon génie rend ensuite visite à sa terrible sœur la sorcière Elspeth et la dote d'une beauté inégalable pour séduire John, désormais roi, ainsi que d'un fabuleux miroir magique. Devenue reine, Elspeth devient ivre de sa propre beauté et demande régulièrement à son miroir magique qui est la plus belle du royaume, sachant qu'à chaque fois, le miroir magique lui répond que c'est elle. Jusqu'au jour où le miroir magique désigne Blanche Neige, devenue adolescente, comme la plus belle du royaume et du monde. Folle de rage et de jalousie, la méchante reine Elspeth fera tout pour la tuer, forçant Blanche Neige à fuir le château et à se réfugier auprès à la chaumière des sept nains...

## Fiche technique
- Titre original : Snow White : The Fairest of Them All
- Titre français : Blanche-Neige
- Réalisation : Caroline Thompson
- Scénario : Caroline Thompson et Julie Hickson d'après Blanche-Neige de Jacob Grimm et Wilhelm Grimm
- Production : Hallmark Entertainment
- Lieu de tournage :  Canada et  États-Unis
- Durée : 95 minutes
- Dates de premières diffusions : 
  -  Australie : 28 octobre 2001
  -  États-Unis : 17 mars 2002 sur ABC
  -  France : 24 décembre 2002 sur M6

## Distribution
- Miranda Richardson : la Reine Elspeth, la méchante belle-mère de Blanche-Neige
- Kristin Kreuk : Blanche-Neige
- Karin Konoval : la Reine Elspeth, en vieille sorcière
- Tom Irwin : le Roi John, le père de Blanche-Neige
- Vera Farmiga : Joséphine, la mère de Blanche-Neige
- Tyron Leitso : le prince Alfred
- José Zúñiga : Hector, le Chasseur
- Michael Gilden : Lundi, le nain rouge
- Mark J. Trombino : Mardi, le nain orange
- Vincent Schiavelli : Mercredi, le nain jaune
- Penny Blake : Jeudi, le nain vert
- Martin Klebba : Vendredi, le nain bleu
- Warwick Davis : Samedi, le nain indigo
- Michael J. Anderson : Dimanche, le nain violet
- Clancy Brown : le génie des désirs